# Il maestro burattinaio
Il maestro burattinaio (戲夢人生S, Xì mèng rénshēngP) è un film del 1993 diretto da Hou Hsiao-hsien, vincitore del Premio della giuria al 46º Festival di Cannes.
Sulla base delle memorie di Li Tien-lu, il più celebre burattinaio di Taiwan, questa storia copre gli anni dalla nascita di Li nel 1910 fino alla fine della cinquantennale occupazione giapponese di Taiwan nel 1945.

## Trama
1910-1945: la prima parte della vita del burattinaio Li Tien-lu (appare come narratore, ed è interpretato da Lim nella versione giovane) è segnata da prevaricazioni familiari e da un oscuro senso della predestinazione, mentre Taiwan è una colonia giapponese. Cesserà di esserlo nel 1945, ma Li fa in tempo a impegnarsi in spettacoli di propaganda bellica.
Hou non giudica né la storia (e anzi mostra i giapponesi come relativamente umani) né i personaggi: con il suo sguardo da lontano, vuole mostrare gli incroci tra storia e privato. E quella del teatro (burattini, ma anche opera cinese) è una metafora dai molti risvolti. Seconda parte di una trilogia sulla storia di Taiwan, iniziata con Città dolente (1989) e seguita da Good Men, Good Women (1995).

## Riconoscimenti
- 1993 - Festival di Cannes
  - Premio della giuria